# Mikhaïl Golitsyne
Pour les articles homonymes, voir Golitsyne.
Mikhaïl Mikhaïlovitch Golitsyne (en russe : Михаил Михайлович Голицын), né le 1er novembre 1675 à Moscou, mort le 10 décembre 1730, est un homme politique et militaire russe, sous le règne de Pierre II de Russie. Il fut feld-maréchal et gouverneur de Finlande de 1714 à 1721 et président du Conseil militaire de 1728 à 1730. Durant son mandat en Finlande, il fit régner sur ce pays une loi implacable connue sous le nom de « Grande Colère » (en suédois : Stora ofreden).

## Distinctions
- 10 septembre 1725 : Ordre de Saint-Alexandre Nevski